# Dr. Motte

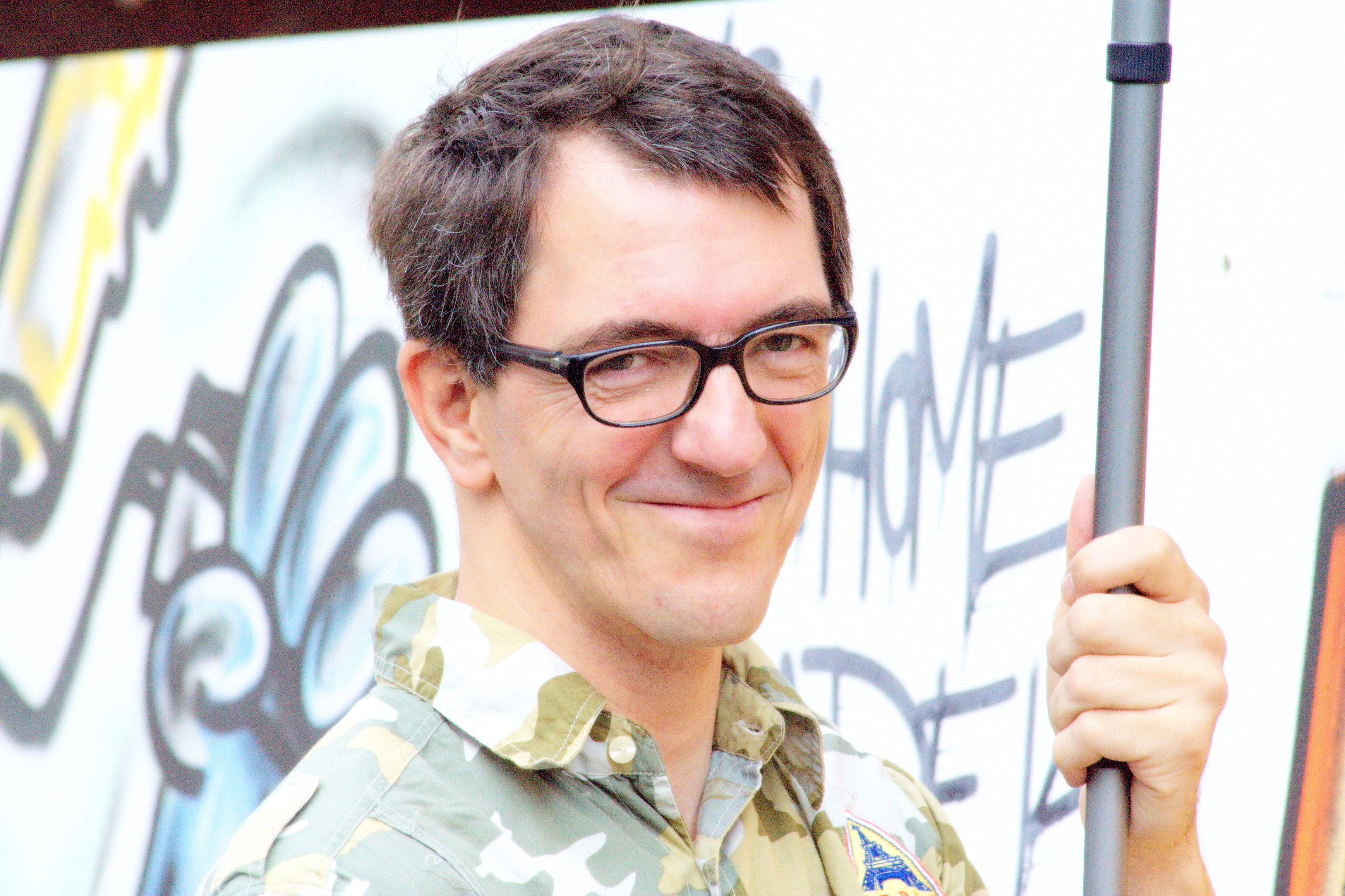
Dr. Motte

Dr. Motte is de artiestennaam van de Duitse dj, producer en partyorganisator Matthias Roeingh (Berlijn, 6 juli 1960). Hij was in 1989 de initiatiefnemer van Love Parade. Hiervoor schreef hij in samenwerking met anderen ook enkele themanummers. Roeingh heeft een activistische manier van werken en komt nog weleens in het nieuws door omstreden uitspraken. 

## Biografie
Matthias Roeingh begon zijn loopbaan als dj halverwege de jaren tachtig. Hij was in het clubcircuit van Berlijn een van de eerste dj's die house en techno draaide. In 1989 besloot hij zijn verjaardag in het openbaar te vieren met het organiseren van een optocht op de Kurfürstendamm. Dit werd de eerste Love Parade. Vanaf dat moment werd het festival jaarlijks gehouden en groeide het uit tot een evenement met miljoenen bezoekers. Daarbij verzorgde Motte toespraken aan het einde van iedere editie om het idee van een beweging kracht bij te zetten. 
In 1991 richtte hij zijn label Space Teddy op. Hierop verscheen zijn album Chill Out Planet Earth (1992), onder de naam Euphorhythm. Ook maakte hij samen met producer 3Phase de plaat Der Klang, Der Familie, het eerste nummer van het Tresor-label. Met het duo 030 maakte hij het album Ki (1993). In de jaren daarna produceerde hij vooral anthems voor de Love Parade, waarvan een aantal met WestBam. Daarvan werden Sunshine (1997) en One World, One Future (1998) hits in eigen land. 
In 2006 trok hij zich terug uit de Love Parade. Hij kon zich niet meer vinden in de volgens hem te commerciële koers van het festival. In 2009 haalde hij zelfs uit naar het evenement op de tegenhanger de Fuckparade. Daarbij haalde hij uit naar burgemeester Klaus Wowereit en meldde hij dat het over was met die homopolitiek. Die uitspraken kwamen hem op forse kritiek te staan en er werd hem homofobie verweten. Later bood hij zijn excuses aan en meldde hij dat hij vooral het beleid van de burgemeester op het gebied van cultuur aan de kaak wilde stellen. Ook over het drama van Duisburg dat de teloorgang van de Love Parade betekende liet hij zich uit. Hij hield organisator Rainer Schaller, tevens eigenaar van McFit, verantwoordelijk maar stak ook zijn hand in eigen boezem. Hij verklaarde dat als hij zijn invloed had gebruikt, het festival in Berlijn was gebleven en het drama niet had hoeven gebeuren.
Vanaf 2009 blies hij het produceren nieuw leven in. Met Gabriel Le Mar maakte hij het ambient-album Dr.Motte Meets Gabriel Le Mar en met DJ Dag maakte hij het nummer Sunfighter (2010). In 2012 lanceerde hij het technoproject Superstrobe. Daarvan verscheen het album Reboot.

## Trivia
- Roeingh was getrouwd met de kunstenares Danielle de Picciotto. Deze hielp hem met het organiseren van de eerste Love Parade.
- In 1995 kwam hij onder vuur te liggen na een oproep aan de Joodse gemeenschap om "Eens een andere plaat uit te brengen dan eeuwig te blijven snotteren". Hiervoor bood hij in 1997 zijn excuses aan.[2]
- In 2011 kwam hij weer in de problemen met uitspraken.[2] Na het uitmaken van een parkeerwachter voor "nazi" moest hij een boete betalen.

- Bibliothèque nationale de France: cb14025127n (data)
- Gemeinsame Normdatei: 134805836
- International Standard Name Identifier: 0000 0000 5518 7192
- MusicBrainz: 9d7ee0e9-c709-48fd-897f-c83d5a8edcdc
- Nationale Bibliotheek van Tsjechië: mzk2009535291
- Virtual International Authority File: 59282976